# Friedrich Gottlieb Klopstock
Friedrich Gottlieb Klopstock (2 de julio de 1724-14 de marzo de 1803) fue un poeta alemán, famoso por su poema Der Messias / El Mesías y por haber creado la lengua poética alemana moderna, creando el concepto de autonomía artística del poeta frente al afán didáctico general, luchando contra el uso exclusivo de la rima y liberando a la métrica del verso alejandrino al estilo Martin Opitz, al mismo tiempo que renovaba el léxico poético e introducía novedades métricas esenciales (fue el primero en usar el hexámetro en lengua alemana en El Mesías, lo que allanó el camino a los ritmos libres de Goethe y Hölderlin). Se le considera prerromántico, y Gustav Mahler puso música a su poema Die Auferstehung / La Resurrección (al que añadió algunos versos) en el quinto movimiento de su Segunda sinfonía, que por ello lleva el sobrenombre de Resurrección. Sus temas son religiosos y nacionales.

## Biografía

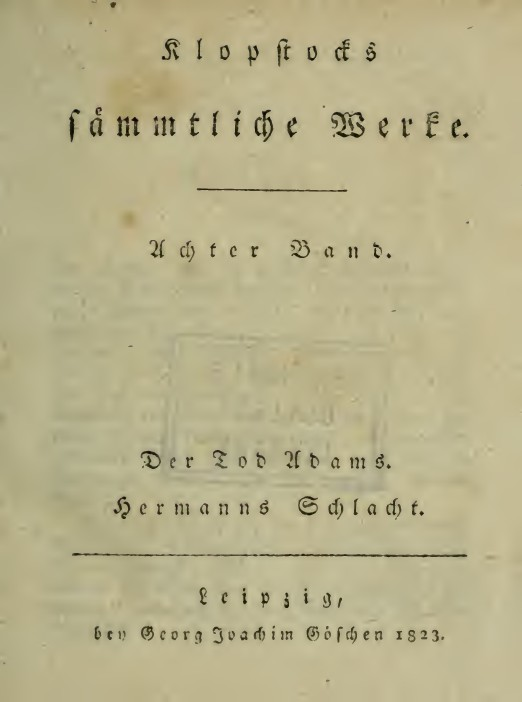
Der Tod Adams. Hermanns Schlacht (1823)

Nació en Quedlinburg, hijo mayor de un abogado, hombre de buen carácter y de una mente profundamente religiosa. 
En su lugar de nacimiento y en la finca de Friedeburg en el Saale, que su padre posteriormente alquiló, el joven Klopstock tuvo una infancia feliz; y más atención se le dio a su desarrollo físico que al mental, pues creció siendo un muchacho sano y fuerte y excelente jinete. A los 13 años Klopstock regresó a Quedlinburg donde asistió al gymnasium, y en 1739 fue a la famosa escuela clásica de Schulpforta. Ahí pronto se hizo adepto en la versificación en griego y latín, y escribió algunos meritorios idilios y odas en alemán. Su original intento de convertir a Enrique I el Pajarero el héroe de una epopeya, con la influencia de El paraíso perdido de John Milton en la traducción de Johann Jakob Bodmer, lo hizo abandonarlo en favor de la épica religiosa.
Aún en la escuela, bosquejó ya el plan de Der Messias, sobre el cual principalmente descansa su fama. El 21 de septiembre de 1745 al dejar la escuela entregó una notable "oración de despedida" sobre poesía épica - Abschiedsrede über die epische Poesie, kultur- und literargeschichtlich erläutert - y después marchó a Jena como estudiante de teología, donde elaboró los primeros tres cantos del Messias en prosa. La vida en esta universidad que era incompatible con él, se fue en la primavera de 1746 a Leipzig, y aquí se unió al círculo de jóvenes de letras que contribuían al Bremer Beiträge. En este periódico los primeros tres cantos del Messias en hexámetros fueron publicados anónimamente en 1748.
Una nueva era en la literatura alemana había comenzado, y el nombre del autor pronto se hizo conocido. En Leipzig también escribió varias odas, la más conocida de las cuales es Meine Freunde (1747), después modificadad como Wingolf (1767). Salió de la universidad en 1748 y se convirtió en profesor particular privado en la familia de un pariente en Langensalza. Aquí el amor no correspondido por una prima (la "Fanny" de sus odas) alteró su paz mental. Por lo tanto aceptó gustoso en 1750 una invitación de Bodmer, el traductor de El Paraíso Perdido, para visitarle en Zúrich. Klopstock fue inicialmente tratado con mucha amabilidad y rápidamente recuperó sus bríos. Bodmer, sin embargo, se decepcionó al encontrar en el joven poeta de El Mesías a un tipo de fuertes intereses mundanos y se inició el distanciamiento entre los dos amigos.
En esta coyuntura, Klopstock recibió de Federico V de Dinamarca, con la recomendación de su ministro el conde von Bernstorff (1712-1772), una invitación a residir en Copenhague, con un sueldo anual de 400 táleros, para poder culminar El Mesías. La oferta fue aceptada; camino a la capital danesa conoció en Hamburgo a la dama que en 1754 hizo su esposa, Margareta Möller, (la "Cidli" de sus odas), una admiradora entusiástica de su poesía. Su felicidad fue corta; ella murió en 1758, dejándolo con el corazón casi destrozado. Su pena por la pérdida se encuentra en la expresión patética en el canto decimoquinto de El Mesías.
Posteriormente el poeta publicó los escritos de su esposa, Hinterlassene Werke von Margareta Klopstock (1759), que dan evidencia de su espíritu tierno, sensible y profundamente religioso. Entonces Klopstock recayó en la melancolía; sus nuevas ideas le fallaron, y sus poesías se hicieron más vagas e ininteligibles. Aún seguía viviendo y trabajando en Copenhague, y después, siguiendo a Heinrich Wilhelm von Gerstenberg, volvió su atención a la mitología nórdica, que consideró debería substituir a los temas clásicos en una Escuela Nueva de poesía alemana. En 1770, debido al despido del conde Bernstorff por parte del rey Cristián VII de Dinamarca, se marchó con aquel a Hamburgo, pero conservó su pensión junto con el puesto de concejal de la legación.
Aquí, en 1773, publicó los cinco últimos cantos de El Mesías. En el año siguiente publicó su extraño esquema para la regeneración de la literatura alemana, Die Gelehrtenrepublik. En 1775 viajó al sur, y haciéndose conocido de Goethe en su camino, pasó un año en la corte del margrave de Baden en Karlsruhe. Por tanto, en 1776, con el título de Hofrath y una pensión del margrave, que conservó junto a la del rey de Dinamarca, regresó a Hamburgo a donde pasó el resto de su vida. 
Sus últimos años lo pasó, como era dado siempre a su inclinación, en el retiro, solo relevado de vez en cuando por la reunión con sus amigos más íntimos, ocupado en estudios filosóficos, y apenas interesado en los nuevos progresos de la literatura alemana. Sin embargo, la Guerra de Independencia de los Estados Unidos y la Revolución Francesa despertaron su entusiasmo. Incluso la joven república francesa le envió en 1792 el diploma de ciudadanía honoraria; pero, horrorizado por las escenas terribles que la revolución había realizado en nombre de la libertad, la devolvió poco después. A los sesenta años de edad, Klopstock contrajo un segundo matrimonio con Johanna Elisabeth von Winthem, viuda y sobrina de su última esposa, que por muchos años había sido una de sus mejores amigas íntimas. Murió en Hamburgo el 14 de marzo de 1803; toda Alemania estuvo de luto por él y fue enterrado con gran pompa y ceremonia al lado de su primera esposa en el cementerio de la Iglesia de la aldea de Ottensen.
Goethe, en su autobiografía Poesía y verdad, describe la impresión que le causó cuando lo conoció en persona:
Era de baja estatura, pero bien proporcionado. Sus modales eran graves y decorosos, pero libres de pedantería. Su discurso era inteligente y agradable. En general, uno podría haberlo tomado por un diplomático. Se comportó con la digna conciencia de una persona que tiene una gran misión moral que cumplir. Conversó con facilidad sobre temas diversos, pero evitó hablar de poesía y asuntos literarios.

## Aporte
La naturaleza de Klopstock se adoptó lo mejor posible a la poesía lírica, y en esta su carácter profundo y noble encontró su expresión más verdadera. Lo atrajeron menos la representación épica y dramática. Extranjero al mundo exterior, sin cultura histórica, y sin ningún interés en los acontecimientos de su tiempo, carecía del arte de la representación plástica tal como una gran epopeya lo requiere. Así, el Messias, pese a los magníficos pasos que contienen especialmente los primeros cantos, no puede satisfacer las demandas que tal tema necesariamente hace. El tema central, la redención, presenta serias dificultades al adecuado tratamiento épico. La historia de los Evangelios era demasiado escasa, y lo que pudo haber tomado del exterior y haber entretejido con él fue rechazado por el autor como profano. Tenía por consiguiente que recurrir a la mitología cristiana; y aquí otra vez, circunscrito por los dogmas de la iglesia, estaba en el peligro de violar las verdades fundamentales de la fe cristiana. La personalidad de Cristo apenas se podía tratar en forma individual, todavía menos con los ángeles y los demonios; y en el caso de Dios mismo era imposible. El resultado era fue, pese a la base -los Evangelios, los hechos de los apóstoles, el apocalipsis de San Juan, y el modelo a la mano de El paraíso perdido de John Milton- los elementos materiales en gran parte están esperando y los actores del poema, divinos y humanos, carecen de forma plástica. Que el poema tomó veinticinco años para terminarse no pudo ser sino perjudicial para la unidad de diseño; el entusiasmo original no se mantuvo hasta el final, y los primeros cantos son de lejos superiores a los últimos.